# Sara Margrethe Oskal
Sara Margrethe Oskal, född 5 juli 1970 i Kautokeino, är en samisk konstnär från Norge som är känd som författare, skådespelare, dramatiker, regissör och filmare.

## Biografi
Sara Margrethe Oskal växte upp i en samisk renskötarfamilj. Hon avlog examen på Teaterhögskolan i Helsingfors 2003. I januari 2010 disputerade hon med sitt konstnärliga utvecklingsarbete Skealbma ut i verden – samisk gjøglertradisjon i fortellinger og joik, og moderne sceneuttrykk vid Kunsthøgskolen i Oslo. 
Oskals skapande som poet började med diktsamlingen váimmu vuohttume (svenska "Hjärtans vagga") som utkom på nordsamiska 2006. Med sin andra diktband Savkkuhan sávrri sániid (svenska "Outtröttligt viskar jag ord") från 2012 blev hon nominerad til Nordiska rådets litteraturpris.
År 2009 hade hon urpremiär som skådespelare med föreställningen The Whole Caboodle - Full Pakke - Guksin Guollemuorran på Riddu Riđđu festivalen. Senare har hon spelat denna prisvinnande soloforeställning på festivaler i Norge, Finland, Sverige, Estland, Island, Ryssland, Australien, USA och Kanada.
Oskal lever och arbetar i sin nordnorska födelseort Kautokeino. Hennes aktiva arbetsspråk är nordsamiska, norska, finska och engelska, men flera av hennes verk blev översatt till andra språk som t.ex. ungerska, tyska, franska och bretonska.

## Verk (i urval)
Böcker
- Váimmu vuohttume, Iđut, 2006
- Savkkuhan sávrri sániid, Iđut, 2012

Skådespelare
- Fjällets son, 1994
- Minister på villovägar, 1997